# Alpy Wysokie
Alpy Wysokie (fr. Hautes-Alpes, wymowaⓘ) – francuski departament, położony w regionie Prowansja-Alpy-Lazurowe Wybrzeże. Utworzony został podczas rewolucji francuskiej 4 marca 1790. Departament oznaczony jest liczbą 05.
Według danych na rok 2010 liczba zamieszkującej departament ludności wynosi 136 971 os. (24 os./km²); powierzchnia departamentu to 5549 km². Ośrodkiem administracyjnym (prefekturą) i największym miastem departamentu jest Gap.
Najwyższym szczytem departamentu jest Barre des Écrins (4102 m n.p.m.) w grupie górskiej Écrins.
Liczba arrondissements: 2
Liczba kantonów: 30
Liczba gmin: 162 (2023 r., lista)

## Miejscowości
Największe miejscowości departamentu (w nawiasach liczba ludności w 2021 roku):

- Gap (40 500)
- Briançon (10 561)
- Embrun (6404)
- Laragne-Montéglin (3585)
- Veynes (3238)
- Chorges (3065)
- La Bâtie-Neuve (2595)
- Tallard (2312)
- Guillestre (2292)
- L’Argentière-la-Bessée (2267)
- Saint-Bonnet-en-Champsaur (2080)
- La Roche-des-Arnauds (1626)
- Saint-Chaffrey (1515)
- Villar-Saint-Pancrace (1449)
- La Saulce (1387)
- Val Buëch-Méouge (1319)
- Serres (1297)
- Châteauroux-les-Alpes (1212)
- Crots (1136)
- Vallouise-Pelvoux (1132)
- Saint-Martin-de-Queyrières (1125)
- Savines-le-Lac (1095)
- Saint-Jean-Saint-Nicolas (1075)
- Le Monêtier-les-Bains (1013)